# Nyctitherium
Il nittiterio (gen. Nyctitherium) è un mammifero insettivoro estinto, appartenente ai nittiteriidi. Visse tra il Paleocene superiore e l'Eocene medio (circa 61 - 38 milioni di anni fa) e i suoi resti fossili sono stati ritrovati in Nordamerica.

## Descrizione
Questo animale doveva essere molto simile a un attuale toporagno, ma è noto solo grazie a denti e ossa di mascelle e mandibole. Era caratterizzato da molari di forma squadrata, con un ipocono ben sviluppato a forma di mezzaluna. Il paracono e il metacono erano alti e bordati da creste incomplete. Il protocono, anch'esso molto alto, era a forma di mezzaluna e con creste che finivano contro il cingulum. La mandibola era sottile e snella, e possedeva una sinfisi allungata e piccola. I molari inferiori erano caratterizzati da un paraconide molto ridotto e da un ipoconide vestigiale o assente. Per la sua morfologia dentaria, Nyctitherium è stato considerato una forma intermedia tra gli insettivori tritubercolati primitivi e i soricidi e i talpidi moderni, anche se probabilmente non era strettamente imparentato con queste ultime due famiglie.

## Classificazione
Il genere Nyctitherium (il cui nome significa "bestia della notte") è stato descritto per la prima volta da Othniel Charles Marsh nel 1872, sulla base di resti fossili ritrovati in una zona nota come Grizzly Buttes (contea di Uinta, Wyoming), in terreni risalenti all'Eocene medio; Marsh descrisse le specie Nyctitherium serotinum, N. velox e N. priscum, i cui fossili sono stati ritrovati in seguito anche in altre zone dello Wyoming e nello Utah. Al genere Nyctitherium sono state attribuite altre specie, come N. christopheri e N. gunnelli, anch'esse dell'Eocene medio dello Wyoming. Altri fossili attribuiti a Nyctitherium sono stati ritrovati in terreni più antichi (Paleocene superiore) in Canada e in Montana.
Nyctitherium è il genere eponimo dei nittiteriidi (Nyctitheriidae), un gruppo di mammiferi insettivori di piccola taglia tipici del Paleogene. Sembra che Nyctitherium fosse una forma piuttosto specializzata del gruppo.